# Ruisseau de Fontanges
Le ruisseau de Fontanges est un affluent de l'Auterne, lui-même affluent de la rivière Aveyron, donc un sous-affluent de la Garonne par le Tarn, dans le département du même nom, dans l'ancienne région Midi-Pyrénées, donc la nouvelle région Occitanie.

## Géographie
De 5,5 km de longueur

### Communes traversées
Il s'écoule du nord vers le sud sur les communes d'Onet-le-Château puis de Rodez, jusqu'aux Moutiers.

### Bassin versant
La superficie de son bassin versant est de 12,3 km2, soit le tiers du bassin versant de l'Auterne.

## Affluents
Le ruisseau de Fontanges a un seul affluent sans nom de 1,6 km de longueur sur la seule commune de Rodez

### Rang de Strahler
Don son rang de Strahler est de deux.

## Histoire
Au XIXe siècle, les élus de Rodez avaient pensé utiliser l'eau du ruisseau pour alimenter la ville en eau potable. Le projet, jugé peu rentable, fut abandonné au profit de la collecte des eaux de Vors.